# Inca noir
Coeligena prunellei
Espèce
Statut de conservation UICN

 VU B1ab(i,ii,iii,v);C2a(i) : Vulnérable
Statut CITES
L'Inca noir (Coeligena prunellei) est une espèce de colibris de la sous-famille des Lesbiinae et de la tribu des Heliantheini.
Le nom scientifique de l'espèce est dédié à Victor Prunelle.

## Description
L'inca noir mesure aux alentours de 14 cm de long et pèse entre 6,6  et   7 g. Les deux sexes possèdent un bec noir, long et droit ainsi qu'une tache blanche derrière l'œil. Chez les mâles adultes, la partie supérieure est violet sombre avec des épaules bleu métallique sombre et une queue fourchue noire. Leur partie inférieure est également violet sombre avec une tache blanche de chaque côté et un plastron iridescent bleu-vert. Les femelles adultes possèdent un plumage similaire mais moins brillant, avec un bec plus long, moins de bleu sur les épaules et une queue moins fourchue. Les juvéniles sont plus ternes que les adultes et n'ont pas de plastron.

## Écologie et comportement

### Alimentation
L'inca noir se nourrit principalement de nectar, qu'il obtient en visitant un circuit identique à chaque fois comportant une variété de fleurs. Il trouve ces fleurs à mi-hauteur de la forêt, et plus bas à la lisière. Il préfère les fleurs tubulaires jaunes et rouges, par exemple celles des genres Fuchsia, Bomarea ou Aphelandra. Il préfère les plantes natives mais a été observé en train de se nourrir de plantes introduites. Il se nourrit également de petits arthropodes qu'il trouve sur le feuillage des arbres.

### Reproduction
La saison des amours de l'inca noir est mal connue mais pourrait s'étendre de juin à février. Son nid serait composé de fougères cimentées avec de la soie d'araignées et rembourré avec des plantes. Il serait placé aux alentours de 1,5 m au-dessus du sol. Seuls deux nids sont connus, ce qui limite la généralisation.

## Répartition et habitat
L'Inca noir est endémique de la Colombie où il est présent sur le versant ouest des Andes de l'Est. Il vit dans les forêts humides de montagnes, particulièrement là où prédominent les espèces Quercus humboldtii et Trigonobalanus excelsa. Il est présent entre 1 000  et   2 800 m d'altitude.

Carte de répartition de l'espèce

## L'inca noir et l'homme

### Conservation
L'inca noir a été initialement classé par l'UICN comme Menacé, puis comme Vulnérable en 1994, En danger en 2000, et de nouveau Vulnérable en 2008. On estime qu'il existe moins de 10000 individus adultes et que cette population décroît.